# Kathedrale von Hereford

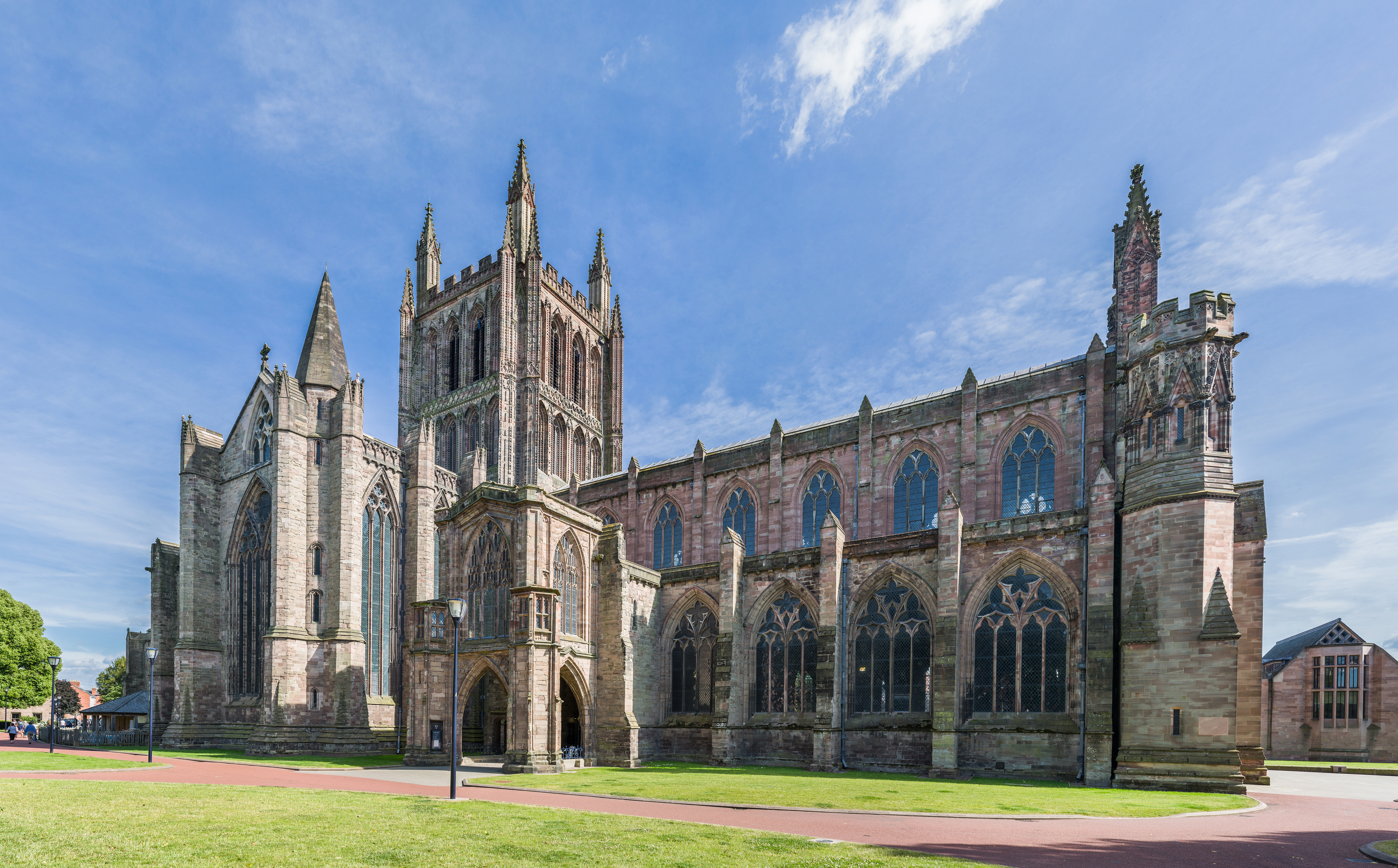
Kathedrale von Hereford

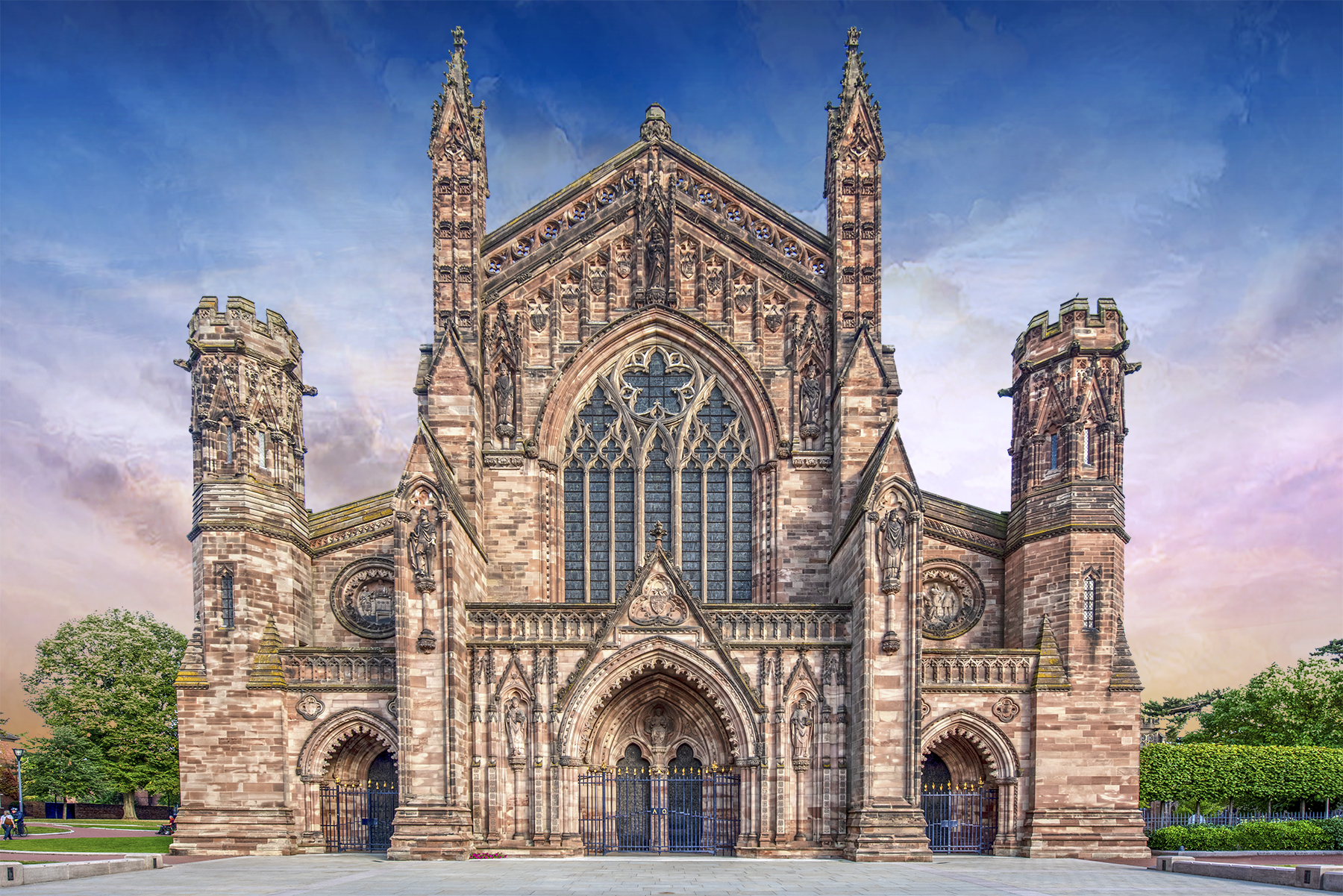
Westfassade

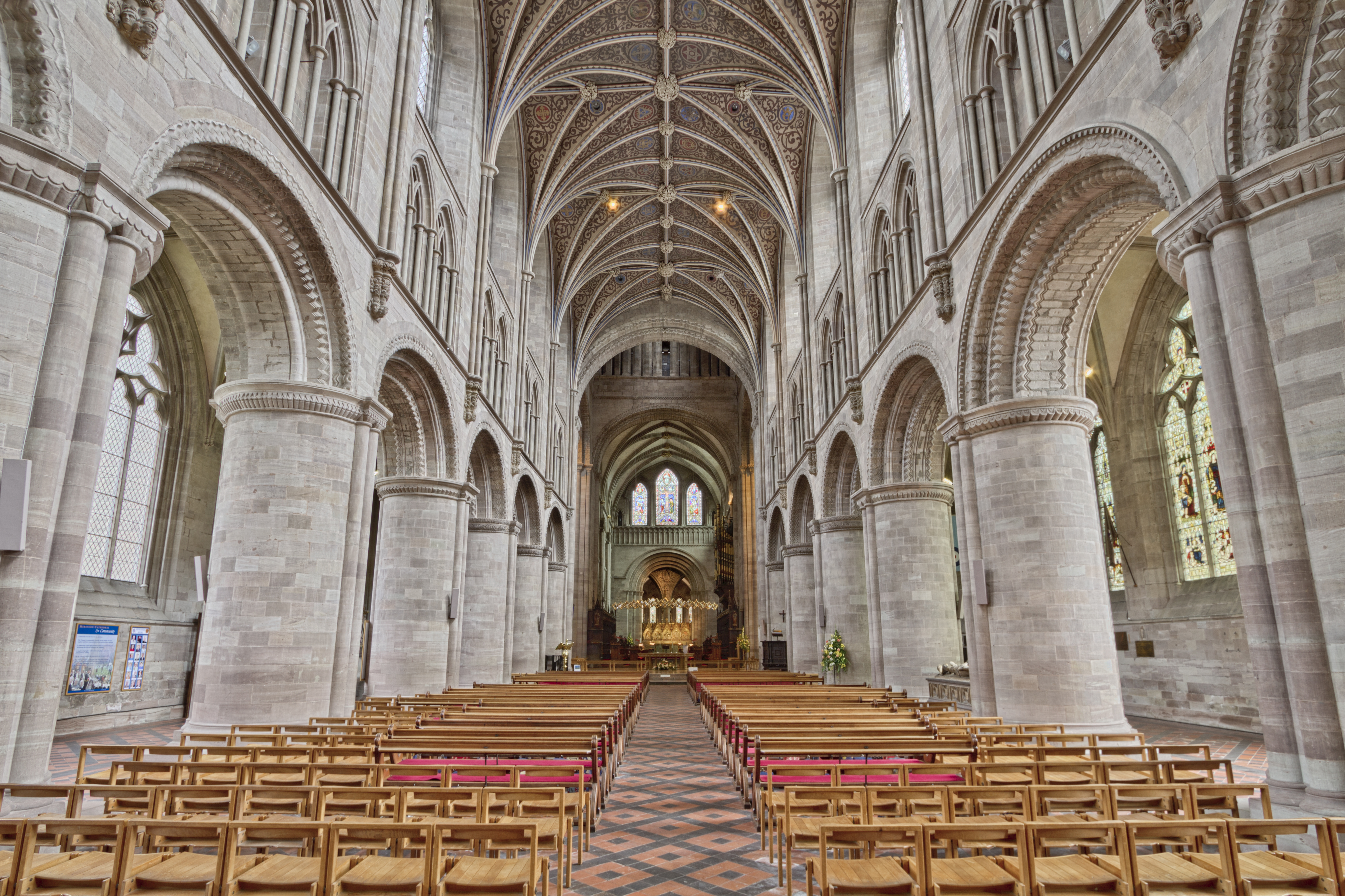
Langhaus und Chor

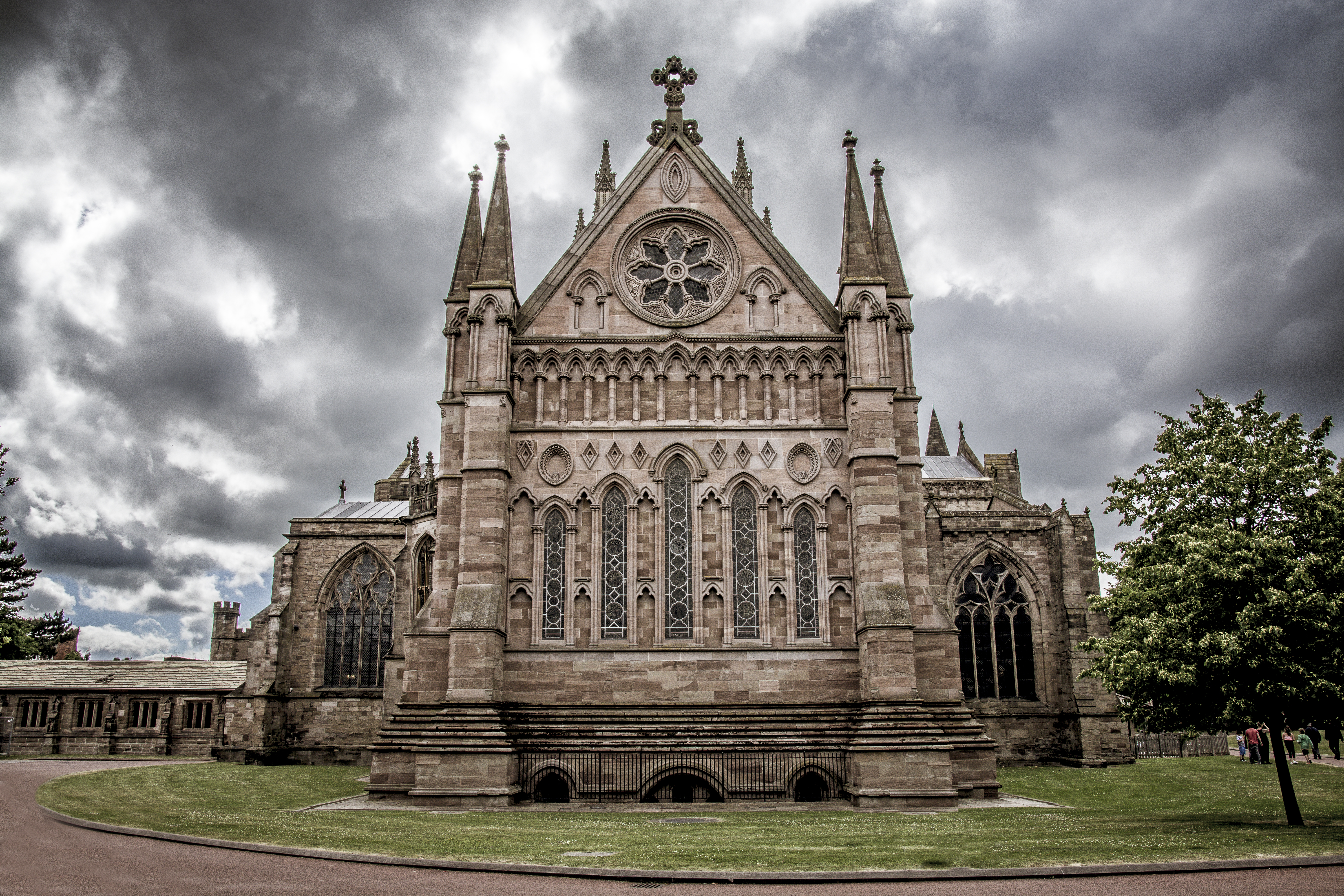
Marienkapelle (Lady Chapel)

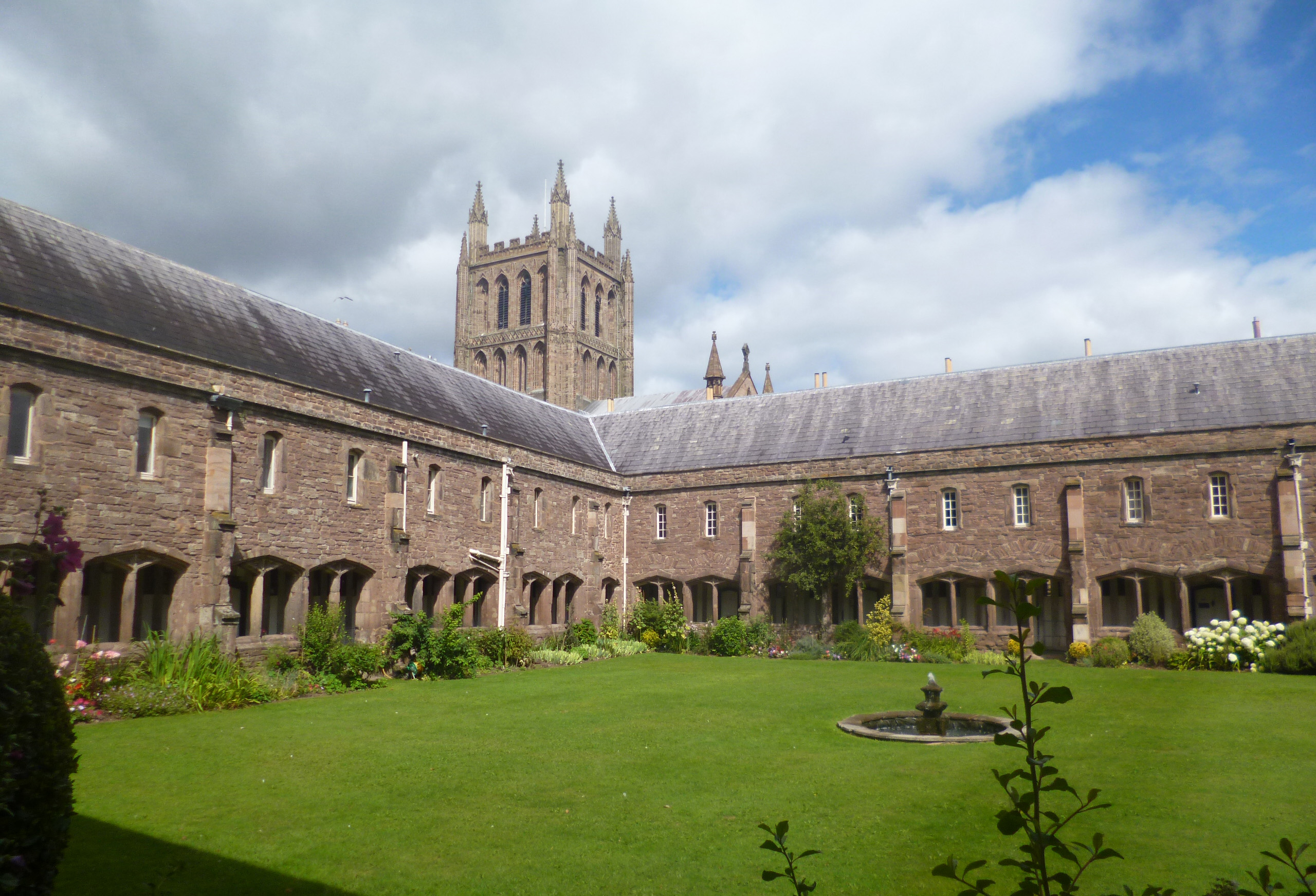
Kreuzgang (cloister)

Die Kathedrale von Hereford trägt die Patrozinien der Gottesmutter Maria und des hl. Æthelbert von Kent; sie ist die Bischofskirche (Kathedrale) der anglikanischen Diözese Hereford und steht in der Stadt Hereford in der Grafschaft (county) Herefordshire, England.

## Lage
Die Stadt Hereford befindet sich ca. 220 km (Fahrtstrecke) nordwestlich von London nahe der Grenze zu Wales in einer Höhe von ca. 62 m; die Hafenstadt Bristol liegt etwa 100 km südlich. Die Kathedrale liegt im Süden der Altstadt oberhalb des River Wye.

## Geschichte
Das Bistum Hereford wurde im Jahr 676 aus Gebietsabtretungen des Bistums Lichfield errichtet. Die Kirche war wohl die Grabkirche des hl. Æthelberht II., dem König von East Anglia. Die erste Kathedrale wurde im Jahr 1056 durch die Waliser zerstört. Die nachfolgende normannisch-gotische Kathedrale wurde vom 12. bis 14. Jahrhundert erbaut und zu einem großen Teil durch Spenden von Pilgern finanziert, die zum Grab des hl. Thomas de Cantilupe (heiliggesprochen 1320) pilgerten. Sein heute leeres Grabmal befindet sich im linken Querhaus, in dem sich auch die Stanbury-Kapelle im Perpendicular Style findet. Gegen Ende des 14. Jahrhunderts ließ die Verehrung Cantilupes nach. Der letzte römisch-katholische Bischof, Robert Parfew, starb am 22. September 1558. Das katholische Bistum Hereford war dem Erzbistum Canterbury als Suffraganbistum unterstellt. Seit der Reformation in England ist die Hereford Cathedral Bischofskirche der anglikanischen Diözese Hereford. Die Westfront der Kathedrale wurde nach dem Einsturz des Turmes am Ostermontag 1786 von James Wyatt im neugotischen Stil wieder aufgebaut. Um die Mitte des 19. Jahrhunderts führte der Architekt George Gilbert Scott eine umfassende Restaurierung des Gebäudes durch. 

## Architektur
Der einschließlich seiner Ecktürmchen etwa 40 m hohe Vierungsturm überragt die Häuser der Stadt; sein Untergeschoss ist zur Kirche hin geöffnet; im Obergeschoss befinden sich die Glocken. Die Kathedrale ist dreischiffig und basilikal aufgebaut; sie verfügt über ein Querschiff. Das Erdgeschoss mit seinen dicken Rundpfeilern zeigt deutliche normannische Züge, wohingegen in den oberen Ebenen gotische Formen vorherrschen. Das Gewölbe ist ein frühes Fächergewölbe mit durchgezogener Scheitelrippe. Östlich des Chorbereichs schließt sich eine Marienkapelle (Lady Chapel) an.

## Kreuzgang und Kapitelhaus
Das vom noch in Teilen erhaltenen Kreuzgang (cloister) abzweigende Kapitelhaus (chapter house) mit seiner schlanken zentralen Säule und seinem Fächergewölbe ist bedauerlicherweise bereits im 18. Jahrhundert abgerissen worden. Eine Zeichnung ist jedoch erhalten.

## Besonderheiten
- Berühmtester Schatz der Kathedrale ist die Mappa Mundi, eine mittelalterliche Karte der Welt, die um das Jahr 1300 wahrscheinlich im Auftrag des Domherrn Richard von Haldingham und Lafford geschaffen wurde. Die Karte ist seit dem Jahr 2007 im UNESCO-Weltdokumentenerbe-Register eingetragen.[2]
- Eine zweite Besonderheit ist die aus dem 17. bis 19. Jahrhundert stammende Kettenbibliothek mit mehr als 1440 Bänden.[3]